# Cover Up (UB40)
Cover Up è il sedicesimo album del gruppo musicale UB40, pubblicato nel 2001.

## Tracce
1. Rudie – 4:28
2. Sparkle of My Eyes – 4:13
3. Really – 4:15
4. The Day I Broke the Law – 3:27
5. Let Me Know – 4:20
6. Cover Up – 3:57
7. Walk on Me Land – 5:40
8. Something More Than This – 4:46
9. Everytime – 3:27
10. I'm on the Up – 3:13
11. Look at Me – 4:16
12. Since I Met You Lady – 3:15
13. Walked in the Rain – 5:58
14. Write Off the Debt – 5:06